# Koehlreutera hygrometrica
Koehlreutera hygrometrica là một loài Rêu trong họ Funariaceae. Loài này được (Hedw.) Grindel mô tả khoa học đầu tiên năm 1803.